# Boîte postale
Pour les articles homonymes, voir BP.
 (juin 2013).
Une boîte postale, appelée case postale en Suisse et au Canada, est un service proposé par les services postaux qui permet à son utilisateur de disposer d'une boîte nominative au bureau de poste, où le courrier est déposé. 

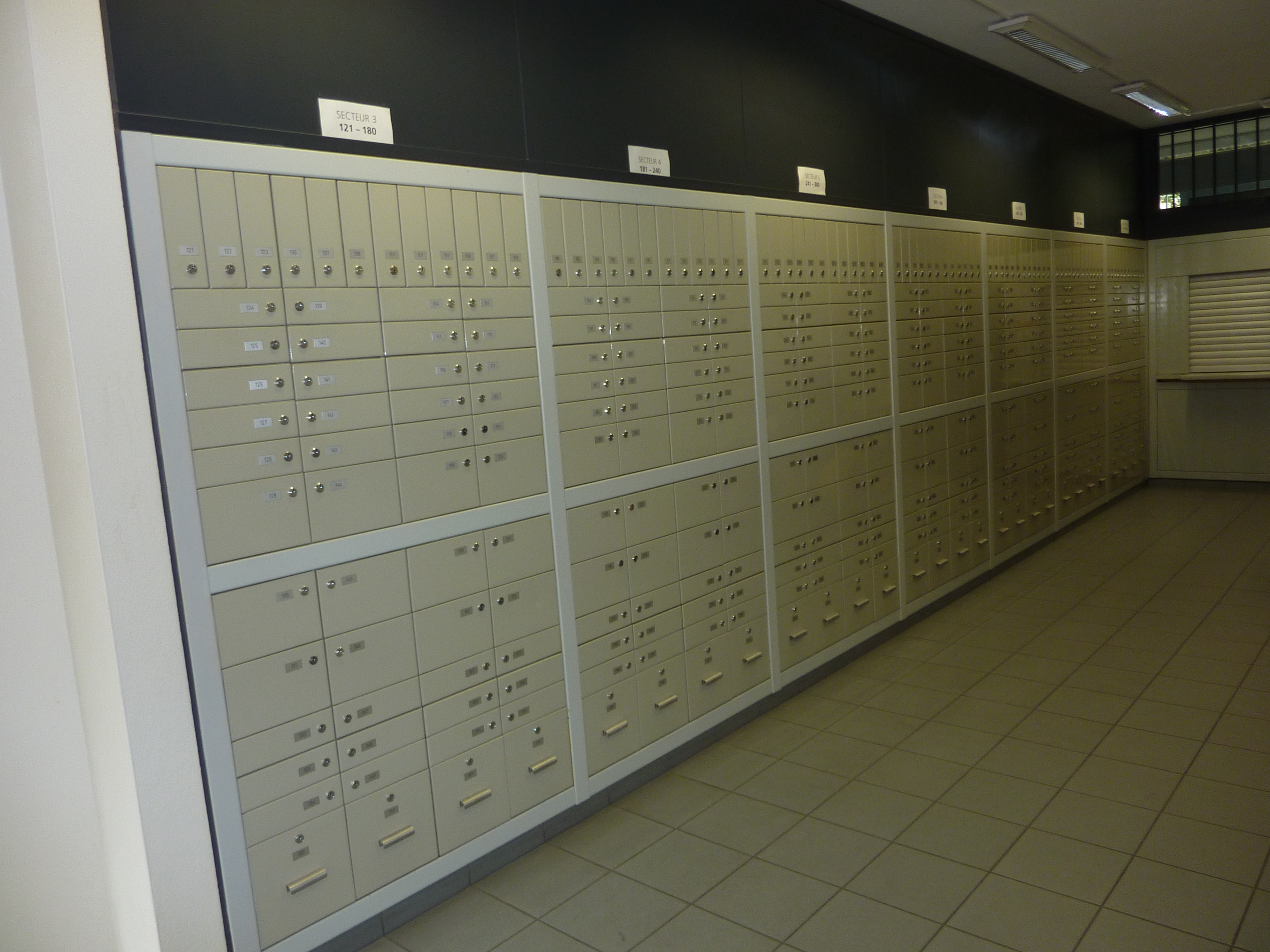
Exemple de cases postales, ici à Genève en Suisse.

Ce service est notamment utile dans les pays où il n'existe pas de distribution porte à porte. Dans les pays disposant d'un tel service, les boîtes postales présentent l'avantage d'une distribution du courrier tôt le matin, avant la tournée du facteur.

## Dispositions par pays

### France
En France, ce service est ouvert à tous, particuliers comme professionnels,. Un numéro de boîte postale, à mentionner par les expéditeurs dans l'adresse postale de leurs envois, est attribué à chaque abonné, et une clé lui est remise. 
La boîte postale est un dispositif qui permet de distinguer l'adresse postale de l'adresse physique du destinataire.

#### Rédaction de l'adresse
Sur un courrier, dans l'adresse du destinataire, l'indication BP 
(le sigle) suivie d'un numéro indique qu'il doit être conservé dans le bureau de poste proche du destinataire, jusqu'à ce que celui-ci vienne l'y retirer. 
L'adresse à rédiger est celle de l'entreprise (avec éventuellement la mention CEDEX) :

« Société Lajoie 
320 rue de la République 
BP 90123
12100 MILLAU CEDEX »

### Suisse

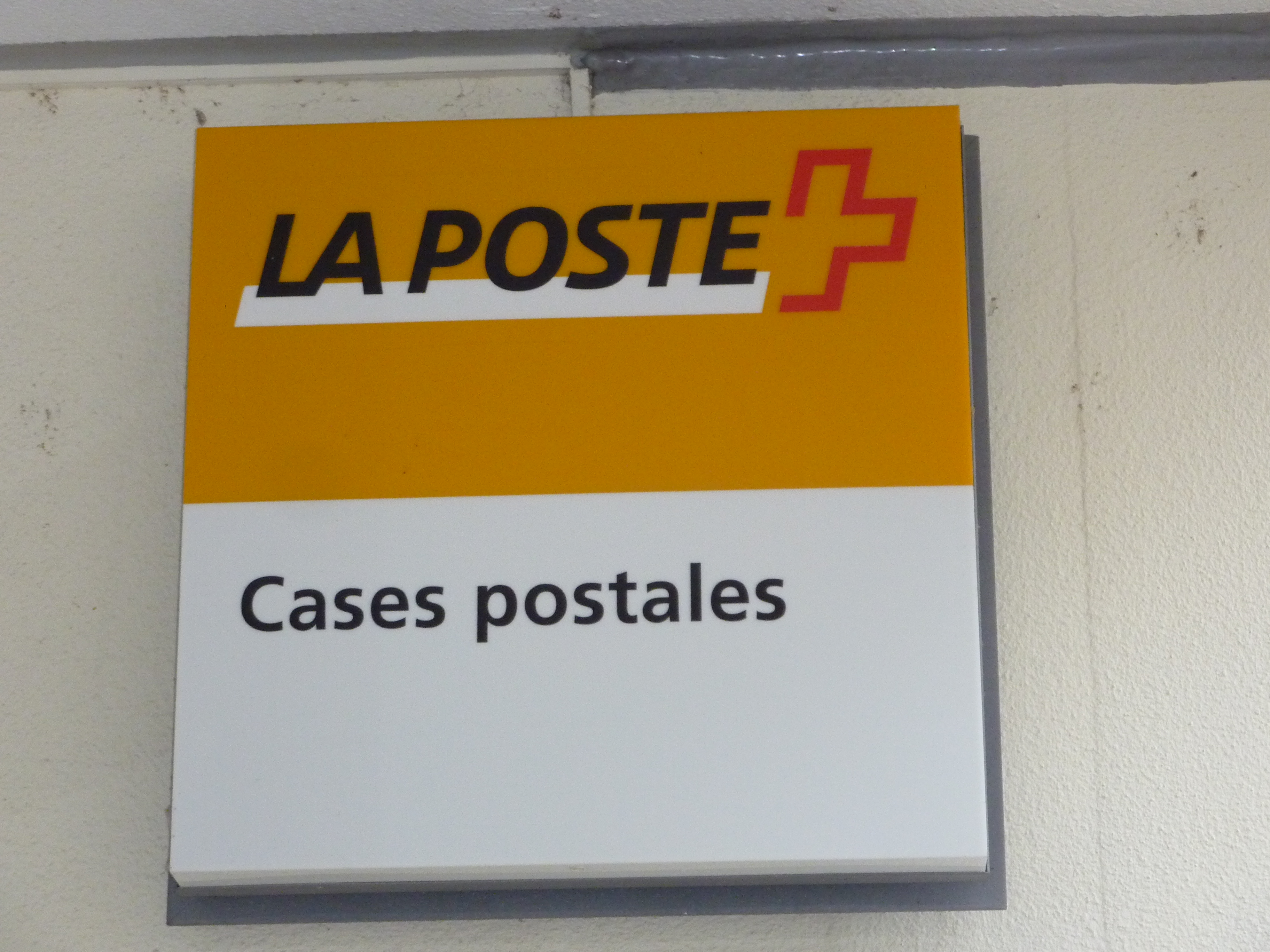
La Poste (Suisse) utilise le terme « cases postales ».

En Suisse, ce service est ouvert à tous, particuliers comme professionnels. Un numéro de boîte postale, à mentionner par les expéditeurs dans l'adresse postale de leurs envois, est attribué à chaque abonné, et une clé lui est remise. La boîte postale est un dispositif qui permet de distinguer l'adresse postale de l'adresse physique du destinataire. Elle ne peut pas servir d'adresse anonyme.

#### Rédaction de l'adresse

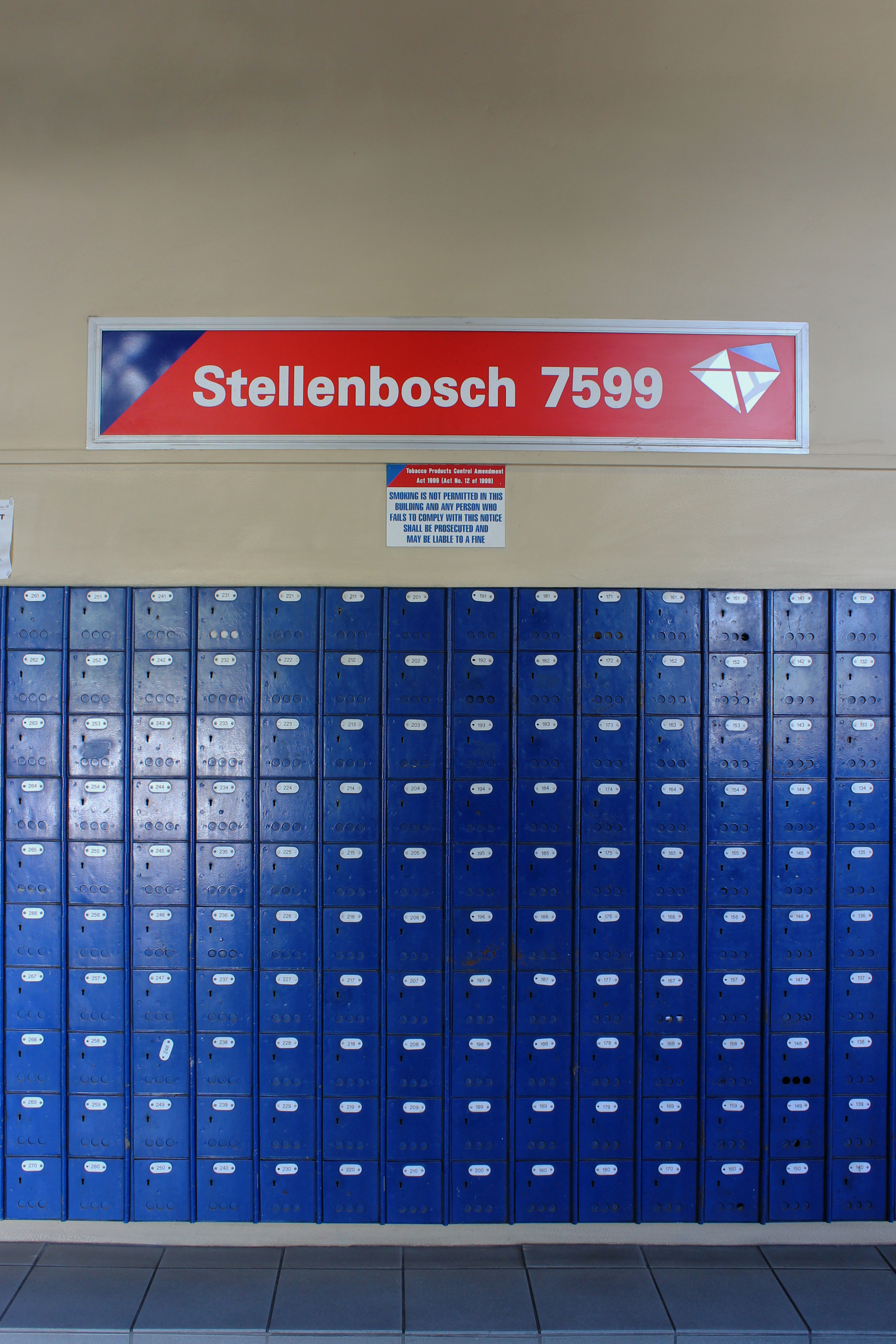
Boîtes aux lettres sud-africaines (Stellenbosch) accessibles 24h/24.

Sur un courrier dans la partie adresse du destinataire, l'indication case postale doit figurer sur l'avant-dernière ligne. Il n'est nullement besoin de faire mention du numéro de la case postale ni d'autres précisions.
L'adresse à rédiger est celle du destinataire :

« Société Lajoie 
Rue de la Confédération 320 
case postale
1200 Genève »